# Погребиський Йосип Бенедиктович
Йо́сип Бенеди́ктович Погреби́ський (рос. Иосиф Бенедиктович Погребысский; 23 лютого 1906, Умань — 20 травня 1971, Ленінград) — радянський математик, історик науки й шахіст. Чемпіон України із шахів (1936), чемпіон Києва 1925 року. Майстер спорту СРСР (1937). Доктор фізико-математичних наук (1965), член-кореспондент Міжнародної академії історії науки.

## Життєпис
Йосип Бенедиктович Погребиський народився 23 лютого 1906 року в Умані в родині лікаря. 1915 року вступив до Уманської гімназії. Особливу увагу приділяв іноземним мовам: французькій, німецькій та латині. У навчальні роки познайомився з шахами і 1918 року переміг найкращого міського шахіста. 1920 року гімназію закрили, і Йосип Погребиський вступив до робочої школи підвищеного типу, яку закінчив 1923 року. 1924 року пішов на фізико-математичне відділення Київського інституту народної освіти. 1928 року закінчив інститут, і його прийняли до аспірантури при кафедрі математики, якою керував Д. О. Граве. 1931 року закінчив аспірантуру. Надалі працював асистентом, а потім доцентом у київських вищих навчальних закладах.
З 1935 року працював в Інституті математики АН УРСР.
1941 року вирушив на фронт. Брав участь у боях за Львів, Сталінград, учасник оборони Ленінграда. Служив у 3-ому кавалерійському корпусі, пройшов шлях від рядового до майора. Демобілізований у грудні 1945 року. З 1943 член партії.
Йосип Погребиський нагороджений 11 бойовими орденами й медалями, у тому числі двома орденами Вітчизняної війни, двома орденами Червоної Зірки, а також орденом Трудового Червоного прапора (1954).
До війни гру в шахи поєднував з науковою діяльністю в області фізико-математичних наук, після війни деякий час грав у шахи, але згодом повністю присвятив себе науковій діяльності. Повернувся працювати в Інститут математики АН УРСР, де працював на посаді старшого наукового співробітника до 1962 року. Того ж року переїхав до Москви, де почав працювати в Інституті історії природознавства і техніки АН СРСР. 1965 року захистив дисертацію на здобуття наукового ступеня доктора фізико-математичних наук.
Був поліглотом, володів 10 іноземними мовами. Переклав на російську праці видатних математиків, у тому числі Ейлера і Пуанкаре. Написав книги «Від Лагранжа до Ейнштейна», «Лейбніц» та інші.
Останні роки життя пов'язані з Москвою, де вчений працював в Інституті історії природознавства і техніки АН СРСР. Помер у Ленінграді 20 травня 1971 року.

## Шахи
Чемпіон Києва 1925 року, 11 разів брав участь у фінальних турнірах чемпіонатів УРСР, найкращі результати:
- 1936 — 1 місце (спільно з Петром Шумиліним);
- 1927 — 2 місце;
- 1937 — 2 місце;
- 1949 — 2 місце (спільно з Юхимом Геллером).

1937 року виграв кваліфікаційний матч за звання майстра спорту у Юдовича — 9:7 (+5, −3, =8).
Кілька разів грав у півфіналах чемпіонату СРСР, учасник одного фіналу чемпіонату СРСР:
- 1939, 11-й чемпіонат — поділив з Олександром Толушем 16—17-е місця з 18 учасників

### Турнірні результати

#### Результати виступів у чемпіонатах України
Йосип Погребиський зіграв в 11-ти фінальних турнірах чемпіонатів України, набравши при цьому 102 очки зі 189 можливих (+65-50=74).
| Рік  | Місто   | Турнір                                     | +  | − | =  | Результат | Місце   |
| ---- | ------- | ------------------------------------------ | -- | - | -- | --------- | ------- |
| 1927 | Полтава | 4-й чемпіонат України                      | 7  | 1 | 7  | 10½ з 15  | Silver  |
| 1928 | Одеса   | 5-й чемпіонат України                      | 5  | 3 | 7  | 8½ з 15   | 6       |
| 1933 | Харків  | відбірковий турнір 7-го чемпіонату України |    |   |    | з 11      | 5       |
| 1936 | Київ    | 8-й чемпіонат України                      | 9  | 2 | 6  | 12 з 17   | — 2     |
| 1937 | Київ    | 9-й чемпіонат України                      | 9  | 3 | 5  | 11½ з 17  | Silver  |
| 1945 | Київ    | 14-й чемпіонат України                     | 5  | 4 | 5  | 7½ з 14   | 7 — 8   |
| 1948 | Київ    | 17-й чемпіонат України                     | 6  | 7 | 5  | 8½ з 18   | 11      |
| 1949 | Одеса   | 18-й чемпіонат України                     | 11 | 3 | 5  | 13½ з 19  | — 3     |
| 1950 | Київ    | 19-й чемпіонат України                     | 1  | 6 | 10 | 6 з 17    | 15 — 16 |
| 1956 | Київ    | 25-й чемпіонат України                     | 6  | 5 | 8  | 10 з 19   | 10      |
| 1957 | Київ    | 26-й чемпіонат України                     | 2  | 9 | 6  | 5 з 17    | 17      |
| 1959 | Київ    | 28-й чемпіонат України                     | 4  | 7 | 10 | 9 з 21    | 14 — 15 |